# تانيا تيت
تانيا تيت (بالإنجليزية: Tanya Tate)‏ (مواليد 31 مارس 1979) هي ممثلة إباحية إنجليزية بدأت مشوارها في عام 2009. ترشحت لعدة جوائز من ضمنها جائزة إكس بي آي زد وجوائز إيه في إن.

## وصلات خارجية
- تانيا تيت على موقع IMDb (الإنجليزية)
- تانيا تيت على موقع قاعدة بيانات الفيلم (الإنجليزية)
- تانيا تيت على موقع كينوبويسك (الروسية)